# 加賀市立作見小学校
加賀市立作見小学校（かがしりつ さくみしょうがっこう）は、石川県加賀市作見町にある公立小学校。

## 沿革
- 1874年（明治7年）1月18日 - 創立。
- 1875年（明治8年） - 中等科作見小学校と改称。
- 1876年（明治9年） - 尋常科作見小学校と改称。
- 1887年（明治20年） - 作見小学校と改称。
- 1899年（明治32年） - 高等科を併置。
- 1917年（大正6年）7月 - 新校舎建設。
- 1929年（昭和4年） - 人格の完成を「知・徳・体」の三方向に示した校章を制定。
- 1933年（昭和8年）12月 - 新校舎増築。
- 1941年（昭和16年）4月1日 - 国民学校令により、作見国民学校と改称。
- 1946年（昭和21年） - 片山津町立作見小学校と改称。同時に片山津町立作見中学校創立。
- 1949年（昭和24年）11月 - 校舎建築。
- 1957年（昭和32年）12月8日 - 作見小学校校歌制定。
- 1958年（昭和33年）1月1日 - 市町村合併により、加賀市立作見小学校・中学校と改称。
- 1960年（昭和35年） - プ－ル竣工。
- 1962年（昭和37年） - 中学校統合により加賀市立東和中学校作見教場と改称。
- 1964年（昭和39年）9月 - 東和中学校作見教場閉鎖。
- 1965年（昭和40年）11月  - 体育館改築。
- 1971年（昭和46年）
  - 7月 - 校舎一部撤去し、防音校舎改築第1期工事着工。
  - 12月 - 防音校舎第2期工事着工。
- 1972年
  - 2月 - 防音校舎第1期工事完成。
  - 5月1日 - 新校舎へ移転。
  - 7月28日 - 新校舎落成式挙行。
- 1974年（昭和49年）
  - 4月30日 - 校舎前庭造成完了。
  - 11月3日 - 創立百周年記念式挙行。同日、 「作見小学校百年の歩み」刊行。
- 1976年（昭和51年）7月22日 - プ－ル移転施工。
- 1979年（昭和54年）3月14日 - 増築校舎（普通教室6教室）完成。
- 1981年（昭和56年）
  - 4月2日 - 第2児童玄関完成。
  - 7月20日 - にわとり小屋改築。
- 1983年（昭和58年）
  - 2月20日 - 図工室完成。
  - 5月30日 - 運動場拡張工事完成。
- 1987年（昭和62年）
  - 3月12日 - 増築校舎（普通教室4・理科室1・理科準備室1・図工室1・図工準備室1・図書室）。
  - 8月31日 - 旧館普通教室1室改修。観察池設置。
- 1988年（昭和63年）8月31日 - 旧館普通教室1室を改修、給食室改増設。
- 1990年（平成2年）
  - 3月7日 - 第2体育館完成。
  - 3月31日 - 第1棟普通教室1室改修。
  - 5月30日 - 運動場拡張第2期工事完了。
  - 6月2日 - 第2体育館・運動場整備事業完了記念式挙行。
- 1991年（平成3年）
  - 3月31日 - 第1棟普通教室1室改修（2階元理科室）。
  - 7月5日 - 相撲場土俵屋形新築。
  - 9月2日 - 運動場に遊具設置。
  - 11月19日 - 校内放送設備大改修。
- 1992年（平成4年）
  - 日付不明 - 「きたえる・たかめる・思いやる」の校訓を制定。
  - 3月19日 - 校訓石碑建立。
  - 12月16日 - 第1体育館大規模改造。
  - 12月x日 - 飼育小屋新築。
- 1994年（平成6年）6月24日 - 農具舎改築。
- 1996年（平成8年）
  - 1月30日 - 増築校舎（教育相談室・特別教室・多目的室・音楽室）完成。
  - 10月31日 - 校舎大改造工事完了（第1棟及び家庭科調理室・被服室）。
- 1998年（平成10年）4月1日 - 特殊学級設置。
- 2001年（平成13年）7月6日 - 低学年用プール完成式。
- 2002年（平成14年）9月27日 - コンピュータ室完成。
- 2004年（平成16年）
  - 3月30日 - 外第3用具庫完成。
  - 6月 - プール防御ネット完成。
- 2005年（平成17年）
  - 4月1日 - 特殊学級設置（知）。
- 8月 - 前庭駐車場等拡張整備。
- 2007年（平成19年）4月1日 - 特別支援学級設置（情）。
- 2010年（平成22年）9月30日 - 校舎と第1体育館の耐震補強工事完了。
- 2011年（平成23年）5月4日 - 第2体育館屋根修理完了。
- 2012年（平成24年）8月 - 第2体育館フロア全面改修。
- 2013年（平成25年）3月 - 土俵屋根撤去。
- 2017年（平成29年）4月 - ことばの教室と築山設置。
- 2021年（令和3年）10月 - エコステーション設置。

## 通学区域
- 冨塚町・ときわ台町・弓波町・作見町・作見町雇用住宅・小菅波町・天日町・大菅波町・西山田町・東山田町・北山田町・希望が丘・尾中町・松が丘（1丁目1番地～4丁目2番地）・白山台[1]

## 周辺
- 加賀市立作見保育園 - 進級前保育園のひとつ
- 作見地区会館
- 稲荷神社
- 石川県道154号滝ヶ原栄谷線

## 進学先中学校
- 加賀市立東和中学校

## 交通アクセス
- JR西日本北陸新幹線・IRいしかわ鉄道IRいしかわ鉄道線加賀温泉駅から、徒歩約590m・約9分。